# Rongcheng, Jieyang
Rongcheng är ett stadsdistrikt och säte för stadsfullmäktige i Jieyangs stad på prefekturnivå i provinsen Guangdong i sydöstra Kina.  Det ligger omkring 320 kilometer öster om provinshuvudstaden Guangzhou. 
Rongcheng är indelat i elva stadsdelsdistrikt och tre köpingar.
Stadsdelsdistrikt (jiedao):

- Dongsheng (东升街道)
- Dongxing (东兴街道)
- Dongyang (东阳街道)
- Meiyun (梅云街道)
- Rongdong (榕东街道)
- Ronghua (榕华街道)
- Xianqiao (仙桥街道)
- Xima (西马街道)
- Xinxing (新兴街道)
- Yuhu (渔湖街道)
- Zhongshan (中山街道)

Köpingar (zhen):

- Denggang (登岗镇)
- Didu (地都镇)
- Paotai (炮台镇)